# 王偉忠
王偉忠（1957年10月26日—），台灣電視節目製作人和經紀人，生於嘉義市，後遷臺北市。中國文化大學新聞學系畢業，有「電視教父」的稱號。
王偉忠在文化大學新聞學系就讀時期即進入電視台兼職，24歲成為節目製作人，歷經電視台副總經理、國際唱片公司副總經理、電台創辦人等工作後，再回到電視媒體的圈子。2023年3月25日起主持中廣《欸！我說到哪裡了？》。
1980年代的《嘎嘎鳴啦啦》以兒童節目項目拿下紐約電視獎銀獎。1995年創立「台北之音」，並拿到廣播金鐘獎最佳節目主持人。2000開始製作《全民最大黨》等政治模仿秀。2004年《康熙來了》，《超級星光大道》、《華人星光大道》等節目。同時，也受邀在《今周刊》發表〈吹牛老爹〉專欄，反應台灣男人哀樂中年的時事與時代；並集結成《我是康樂股長》等書；2012年開始受邀在中國大陸的《悅己》雜誌以《王姑媽》名義發表「男女情事」專欄，為娘子軍解感情惑。
除了監製的舞台劇《寶島一村》、《瘋狂電視台》等，2012年以親身經歷並親自全場演出舞台劇《往事只能回味》、2023年起親自演出《謝謝大家收看》。也曾受邀為電影《怪獸電力公司》、《超人特攻隊》、《怪獸大學》等主要角色配音。2013年擔任上海東方衛視《中國夢之聲》的夢想導師，同年加盟上海東方衛視的選秀節目《中國達人秀》第五季，擔任夢想觀察員。也於同年榮獲2013年中國智族GQ年度電視人。2015年獲鐘錶品牌真力時邀約到瑞士巴塞爾鐘錶展擔任真力時150年周年活動嘉賓。
身為眷村第二代的王偉忠，致力於保存眷村文化，更於2015年重新打造已有的眷村飲食品牌，並更名為《福忠字號》。

## 個人簡歷
王偉忠生於嘉義市建國二村；其祖父籍貫保定、年幼遷居北京并娶旗人，故其父生於北京；其外祖父母為河南洛陽人遷居北京，故其母也生於北京，所以王偉忠說國語帶有一點北京口音。雙親於国共内战後迁居台灣，父親王志剛為中華民國空軍退役，服務於空軍嘉義基地，已逝世；母親是王孫紹琴；大姊是王蓉蓉；另有一位二姊、一位大哥。
1979年，就讀中國文化大學新聞學系四年級的王偉忠進入麗群影視半工半讀，正式接觸電視節目製作業。當時王偉忠的老師江吉雄正在策劃華視綜藝節目《綜藝100》，江吉雄帶著王偉忠參加策劃；但不久後王偉忠服兵役而退出。
1981年，王偉忠退伍，正式加入《綜藝100》製作群，在該節目中設計了短劇單元〈非廣告〉，也給主持人張小燕設計「易百拉」的角色造型用於短劇單元〈星際新聞〉。之後，江吉雄轉向製作台視綜藝節目《電視街》，包括王偉忠在內的江吉雄學生跟著江吉雄轉向投效台視。做完《電視街》，首次創業的台灣電視節目製作人葛福鴻找來王偉忠與黃國治（後擔任華視導播）製作華視綜藝節目《快樂地》；此後十餘年，王偉忠留在福隆製作公司，陸續製作《夏日假期》、《電視副刊》、《嘎嘎嗚啦啦》、《週末派》、《連環泡》等綜藝節目。王偉忠在福隆製作公司製作的最後一個節目是台視綜藝節目《歡樂急轉彎》。
王偉忠是台灣電視節目製作人，現任金星娛樂總經理、金星文創總經理。所製作或監製的電視節目包括1980年代的華視《連環泡》、《週末派》、《嘎嘎嗚啦啦》，其中《嘎嘎嗚啦啦》以兒童節目項目拿下紐約電視獎銀牌。2000年與中天電視合作《2100全民亂講》、《全民大悶鍋》，特殊的政治模仿秀。2003年《康熙來了》。2008年《星光大道》陸續掀起選秀節目熱潮。也在山西成立完形影視，傳承山西杖頭偶製作技藝，並製作杖頭偶劇《坷垃傳奇》在台灣公共電視播出。
1993年，做完《歡樂急轉彎》之後仍留在福隆製作公司的王偉忠被邱復生與葛福鴻延攬籌組無線衛星電視台（TVBS），擔任副總經理；當時的TVBS以新聞節目為主、綜藝節目為輔，重業務而輕節目，王偉忠的電視節目製作才能無處發揮。進入TVBS之後不到一年，王偉忠退出TVBS，轉進台北之音。王偉忠在台北之音參與製作節目、親自主持節目，也負責台北之音整個頻道的創意指導，曾拿到廣播金鐘獎最佳節目主持人獎。
1995年10月17日，王偉忠被美希亞國際音樂娛樂（MCA）聘任台灣區總裁；整整一年後，王偉忠離開MCA。
1990年代末期，除了製作節目，王偉忠也開始經紀事業，当时所經營的經紀公司金星娛樂旗下有多位台灣藝人大小S、郭子乾、黑人、劉真、琇琴、張兆志、阿KEN、納豆、陳漢典、徐佳瑩、倪安東等，稱為「偉忠幫」。
戲劇作品方面，2004年與台灣公共電視、三立都會台陸續合作推出情境喜劇《住左邊住右邊》。2008年在中視打造武俠情境喜劇《江湖.com》、以及描繪四、五年級生成長歷程與眷村故事的八點檔連續劇《光陰的故事》，訴說中年三明治世代的《老王同學會》。2010年製作《飯糰之家》。
由于他出生於嘉義建國二村，近年致力於保存眷村文化，除拍攝紀錄片《偉忠媽媽的眷村》，也與桃園縣政府合作拍攝紀錄片《想我眷村的媽媽》；還眷村為背景拍攝電視連續劇《光陰的故事》。2008年與賴聲川導演合作眷村舞台劇《寶島一村》。
2009年與謝念祖創立全民大劇團，首部作品為《瘋狂電視台》。同年創立「A-List明星藝能學園」。
2020年起，由王偉忠監製、金星文創與好位子劇團推出系列舞台劇作品，《明星養老院》
、《謝謝大家收看》、《一村喜事》、《村子》。

## 爭議與風波

### 日本賑災募款風波
中田英壽的球衣球鞋義賣，募款晚會當晚（2011年3月18日），先被製作人王偉忠等人直接認購，結果引發眾怒扯出「幹鞋風波」，而被封號「幹鞋哥」。之後晚會製作單位緊急出面消毒，表示因為晚會時間緊迫。王偉忠隨即宣布將鞋衣捐出義賣，二度在網路上拍賣競標，期間又遭有心人士惡搞廢標，終於在27日下午2時結標前3分鐘以1000萬元標出。資深媒體人陳揮文對此事卻有不同看法，他勉勵王偉忠，不要向「理盲又濫情」的網友「投降、示弱」。得標者《WEPEOPLE東西名人》雜誌發行人李冠毅現身說明，他澄清是遠在美國的嬸嬸華真真（前藝人，本名馬永真）委託競標。李冠毅與中田英壽是相識10多年的好友，而華真真本來就決定為日本震災盡份心力，也支持中田英壽為日本災民募款的心意，因此委託李冠毅競標。李冠毅說，網友撻伐王偉忠封他「幹鞋哥」，讓他跟中田英壽都覺得遺憾，「事前事後我都跟中田英壽清楚講這件事，他完全知情，但不知怎麼翻譯『幹鞋哥』這3個字，所以這封號沒告訴他。」
李冠毅說，他跟中田英壽也是好友，華視辦「相信希望」募款晚會時，王偉忠當場就告知中田英壽，會自掏腰包，率先標下他球鞋球衣，再拋磚引玉做公益拍賣。「我們事先都知情，這必須還幹鞋哥一個公道。」李冠毅表示，「除了代表馬永真女士捐出新台幣1000萬元賑災之外，也希望給王偉忠先生一個台阶下」，中田英壽的紀念球衣、球鞋都會交給華真真，盼事情圓滿落幕。
王偉忠表示，小災小難受冤枉，老天爺這堂課，我看你们還在學。人家說「超級月亮」會帶來災難，果然讓你们從救災變成「救自己的災」，我看到你們就好笑。
|          | 賑災晚會，只想炒熱氣氛，忽略程序正義，雖無人知道我將捐出再義賣，已被蓋上「幹鞋哥」。這三字我將善用，以做人生省思。 |
| ——王偉忠 | |

### 遭質疑自肥文創資金
台灣政府於2012年為獎勵文創產業，以100億國家發展基金作為文創投資應用，並撥出其中60億徵求民間創投公司投資。繼在文建會主委盛治仁任內爆發《夢想家》音樂劇涉嫌圖利案後，又遭人指控其中的「台灣文創一號」疑獨厚王偉忠旗下的公司。據報導，文創一號針對文建會的投資，於2012年年八月另外成立華星娛樂公司與南方島公司，王偉忠分別擔任董事長及董事，再由王偉忠負責的金星傳播公司跟風賦公司承包相關電視節目與電影的製作、行銷與宣傳。立法委員林世嘉因此在立法院會上要求提供文建會提供文創創投管理公司的招標、評審等詳細資料，包括所有參與投標的公司名單、審議委員名單、審議委員的評分、評審結果及報告，以及創投管理公司的執行效率之評鑑報告以供檢核是否涉及不法。

### 魔術表演造假
由於所謂的「影片魔術」與大眾對傳統魔術表演既定印象落差太大，在網路上（如PTT）即開始有網友追究該表演真正的目的，網友質疑，王偉忠身兼台灣文創一號公司董事和創意總監，旗下有一新設的「魔法胡同」公司，獲取文化部補助的1800萬元，但從104人力銀行登記資料發現公司成員只有12人，其中多由台灣文創一號公司董事兼任，唯一一名新秀魔術師就是YIF。王偉忠寧可承認YIF的影片魔術有後製過，也不能承認他魔術作假，否則一旦揭露魔法胡同「根本就只是拿個假貨敷衍了事的空殼」，等於是騙了政府1800萬的詐欺犯。。
儘管爭議擴大，除了國際魔術聯盟（International Federation of Magic Societies）主席Domenico Dante為端正視聽，就其作法加以批判外，連日也引來世界各地爭製法國麵包惡搞影片風潮，嚴重衝擊台灣魔術表演的國際形象，但該公司仍持續製播系列影片，如漂浮泡麵等被網友質疑藉由後製、臨演假扮現場觀眾的爭議影片，致使非議王與文創資金間關係的漣漪不斷擴大。

### 花漾圖利陸資疑雲
在2012年兩岸合拍電影《花漾》的資金有文化部及王偉忠任董事兼創意總監的「台灣文創一號」公司各新臺幣3500萬元。遭台灣《壹週刊》爆料王偉忠從中牽線該片與曾任中國大陸國家廣播電影電視總局電影管理局辦公室主任的薛桂枝合作，且分紅比例不均，疑似圖利陸資。對於此一報導，王偉忠表示根本不認識薛桂枝，對於近來頻被捲入圖利風波，王偉忠則稱是有政治立場人士的意識型態介入所致。
壹週刊於民國2014年4月30日出版之第675期目錄頁刊登啟示說明：「本刊102年1月3日出刊之606期『大陸發行權拱手讓人《花漾》圖利中資』報導關於王偉忠先生部分有誤植之處，經查，王先生雖擔任台灣文創一號公司董事，但從未參與或投入該公司投資電影《花漾》進入中國市場之決策，且王先生與薛桂枝女士素不相識，自無報導所稱由王偉忠牽線與中國投資者簽訂不平等合約等情，為避免讀者誤解而傷及王偉忠先生社會觀感，特此澄清」。

### 1800萬國發基金投資造假爭議魔術
民進黨立委李應元於2012年12月11日表示，擔任台灣文創1號公司董事的製作人王偉忠，今年4月及6月遭爆以國發基金投資其華星娛樂公司後，繼續以國發基金1800萬投資魔法胡同公司。該公司在人力銀行的網頁登記員工僅12人，唯一有名的魔術師就是「法籍華裔」魔術師YIF(王亦豐)。

## 主持作品

### 電視節目
| 頻道            | 節目               |
| 台灣公共電視    | 《換個角度看電視》 |
| 緯來綜合台      | 《我們一家訪問人》 |
| 芒果TV 湖南衛視 | 聲生不息·寶島季    |

### 廣播節目
- 台北之音 《台北什麼都有》
- 中廣流行網 《中廣男人》《夜探金庸》
- 中廣流行網《欸 ！我說到哪裡了？》 (2022年3月21日~至今)

## 出版作品

### 著作
| 年代               | 書名                                                                                                | 作者                       | 出版社                         | ISBN               |
|                    | 《孫小毛看天下》（漫畫，連載於《歡樂漫畫半月刊》）                                                  |                            | 時報文化                       |                    |
| 1992年9月1日初版   | 《王偉忠的小婦人》，劇本                                                                            | 廖雁昭文字整理             | 希代書版                       |                    |
| 1993年2月1日初版   | 《王偉忠的小婦人 Part 2》，劇本                                                                     | 廖雁昭文字整理             | 希代書版                       |                    |
| 1993年9月1日初版   | 《王偉忠的小婦人 THE END》，劇本                                                                    | 廖雁昭文字整理             | 希代書版                       |                    |
| 1996年7月1日初版   | 《吃喝也可以玩樂：八十家吃喝玩樂 Live Show》                                                        | 王偉忠、熊姐合著           | 商周文化                       | ISBN 9579293724    |
| 1997年初版         | 《吃喝也可以玩樂2：不回家吃飯的八十個理由》                                                         | 王偉忠、熊姐合             | 商周文化                       | ISBN 9578420005    |
| 1996年初版         | 《台北大開懷》（有聲書，卡式錄音帶2捲，每捲長度約60分鐘）                                           | 王偉忠原音錄製             | 讀者文摘亞洲有限公司台灣分公司 | ISBN 9622582109    |
| 2007年6月14日初版  | 《歡迎大家收看：王偉忠的※◎△＃……》                                                                   | 王偉忠口述，王蓉採訪整理   | 天下文化                       | ISBN 9789864179190 |
| 2008年1月31日初版  | 《偉忠姐姐的眷村菜：一點兒錢養活一大家子的27道記憶美味》                                            | 王偉忠、王蓉蓉合著         | 時周文化                       | ISBN 9789867586575 |
| 2008年11月14日初版 | 《我是康樂股長：王偉忠週記……亂講有理，娛樂無罪！》                                                  |                            | 時周文化                       | ISBN 9789867586728 |
| 2009年1月20日初版  | 《這些創意不是亂講：王偉忠團隊的13堂獨門創意課》                                                    | 王偉忠、陳志鴻合述，王蓉整理 | 天下文化                       | ISBN 9789862162620 |
| 2009年3月6日初版   | 《偉忠姐姐的眷村菜2：王家秘傳33道吹牛好菜》                                                         | 王偉忠、王蓉蓉合著         | 時周文化                       | ISBN 9789867586780 |
| 2010年9月27日初版  | 《不機車 很推車》                                                                                   |                            | 今周文化                       | ISBN 9781868549524 |
| 2011年9月1日初版   | 《寶島一村》                                                                                        |                            | 國家表演藝術中心               |                    |
| 2012年5月1日初版   | 《我住寶島一村》（《寶島一村》簡體字版）                                                            |                            | 人民文學出版社                 |                    |
| 2013年6月13日初版  | 《我很怕，但我還有GUTS！：王偉忠笑談人生冏途的101則勇氣真言》                                       |                            | 今周文化                       | ISBN 9789868948709 |
| 2013年8月1日初版   | 《我很怕，但我還有勇氣！》（《我很怕，但我還有GUTS！：王偉忠笑談人生冏途的101則勇氣真言》簡體字版） |                            | 人民文學出版社                 |                    |
| 2018年12月25日初版 | 《半減卻：王偉忠盡情吹牛六十年的心得報告》                                                          |                            | 時報出版                       | ISBN 9789571376134 |
| 2021年6月1日初版   | 《王偉忠：都是我朋友的事──趁我還記得，一定要寫下來的男人鳥事……》                                    | 王偉忠、王蓉合著           | 時報出版                       | ISBN 9789571386690 |
| 2021年6月1日初版   | 《欸!我坐到哪裡了!? :王偉忠繼續哈啦,不知老之將至......》                                            |                            | 時報出版                       | ISBN 9786263740167 |

### 專欄
| 年份         | 周刊/雜誌 | 專欄名稱   |
| 2008年至今   | 今周刊    | 吹牛老爹   |
| 2012年2015年 | 悅己雜誌  | 王姑媽專欄 |

### 紀錄片
| 年代              | 名稱                        | 作者                   | 出版社           |
| 2006年12月初版    | 《想我們的眷村媽媽》（DVD） | 林文義導演，王偉忠製作 | 桃園縣政府文化局 |
| 2007年6月11日初版 | 《偉忠媽媽的眷村》（DVD）   |                        | 天下文化         |

## 製作作品
| 年代                         | 頻道                         | 節目                                                    | 名稱             |
|                              | 台視                         | 綜藝節目《歡樂大滿檔》                                  | 執行製作、編劇   |
| 1986年～1994年               | 華視                         | 綜藝節目《連環泡》                                      | 製作（兼任旁白） |
| 1996年7月4日－2011年3月4日   | 中視                         | 綜藝節目《我猜我猜我猜猜猜》                            | 製作             |
|                              | 中天電視                     | 音樂節目《費玉清的清音樂》                              | 製作             |
| 2004年1月5日－2016年1月14日  | 中天電視                     | 綜藝節目《康熙來了》                                    | 製作、監製       |
| 2005年4月25日-2013年2月1日   | 三立電視                     | 綜藝節目《國光幫幫忙》                                  | 監製             |
| 2007年1月5日－2011年3月13日  | 中視                         | 綜藝節目《超級星光大道》                                | 製作、監製       |
| 2011年7月3日-2014年2月2日    | 中視                         | 綜藝節目《華人星光大道》                                | 製作             |
| 2011年3月12日—2012年8月18日  | 中視                         | 綜藝節目《你猜你猜你猜猜猜》                            | 製作             |
| 2016年1月25日-至今           | 中天電視                     | 綜藝節目《小明星大跟班》                                | 製作、監製       |
| 2018年10月12日-2022年3月11日 | Ettoday                      | 綜藝節目《聲林之王》                                    | 製作、監製       |
|                              | 廈門衛視、中天電視           | 2008年除夕特別節目《歡喜大圍爐 2008兩岸閩南話春節晚會》 | 製作             |
|                              | 東方衛視                     | 《華人大綜藝》                                          | 製作             |
| 2011年5月7日—2011年7月30日   | 華視                         | 綜藝節目《黃金舞台》                                    | 製作             |
|                              | 中視                         | 2014年大年初一特別節目《超級馬力新春大爆走》            | 製作             |
| 2015年8月15日—2015年11月28日 | 華視                         | 綜藝節目《星光大道 (台灣節目)》                         | 製作             |
| 2023年                       | TVBS歡樂台、TVBS精采台、台視 | 綜藝節目《來吧！營業中第二季》                          | 製作             |

## 監製作品

### 電視劇
| 節目                | 名稱 |
| 光陰的故事          | 監製 |
| 閃亮的日子 (電視劇) | 監製 |
| 老王同學會          | 監製 |
| 飯糰之家            | 監製 |
| 姊妹 (電視劇)       | 監製 |
| 東華春理髮廳        | 監製 |
| K歌·情人·夢         | 監製 |
| 姊妹們，追吧！      | 監製 |

## 導演作品
| 節目                | 名稱 |
| 話劇 寶島一村       | 導演 |
| 電視劇 住左邊住右邊 | 導演 |
| 電視劇 我家是戰國   | 導演 |
| 舞台劇 室友         | 導演 |

## 演出作品

### 電視劇
- 華視《婆婆媽媽》 飾演陳大空[25]
- 《約會戀愛究竟是什麼》飾演陸善家
- 東森《姊妹們追吧》飾演債主

### 舞台劇
| 年代   | 名稱                          | 作者               | 演出角色         |
| 2008年 | 寶島一村                      | 賴聲川、王偉忠監製 | 開場與謝幕說書人 |
| 2009年 | 瘋狂電視台                    | 王偉忠監製         |                  |
| 2011年 | 當岳母刺字時…媳婦是不贊成的！ | 張大春、王偉忠監製 |                  |
| 2012年 | 瘋狂偶像劇                    | 蘇麗媚、王偉忠監製 |                  |
| 2012年 | 短波（又名往事只能回味）      | 田浩江、王偉忠監製 | 自己             |
| 2014年 | 情人哏裡出西施                | 張大春、王偉忠監製 |                  |
| 2015年 | 2015新年…就快樂啦！           | 王偉忠監製         |                  |
| 2017年 | 室友                          | 王偉忠導演         |                  |
| 2019年 | 悶鍋出任務                    | 王偉忠監製         |                  |
| 2020年 | 明星養老院                    | 王偉忠監製暨編劇   |                  |
| 2023年 | 謝謝大家收看                  | 王偉忠監製、主演   | 自己、王忠偉     |
| 2023年 | 一村喜事                      | 王偉忠監製         |                  |
| 2024年 | 一村喜事2.0                   | 王偉忠監製         |                  |
| 2024年 | 村子                          | 王偉忠監製、說書人 |                  |

### 配音
| 名稱                       | 角色           |
| 華視兒童節目《嘎嘎嗚啦啦》 | 角色孫小毛     |
| 電影《聖石傳說》           | 主角素還真     |
| 電影《怪獸電力公司》       | 蘇利文（毛怪） |
| 電影《辛普森家庭》         | 荷馬辛普森     |
| 電影《超人特攻隊》         | 超能先生       |
| 電影《雷霆戰狗》           | 波特           |
| 電影《怪獸大學》           | 蘇利文（毛怪） |
| 電影《超人特攻隊2》        | 超能先生       |

## 評審
| 名稱                         | 角色       | 其他相關人物       |
| 東方衛視《中國夢之聲》第一季 | 夢想導師   | 韓紅、黃曉明、李玟 |
| 東方衛視《中國達人秀》第五季 | 夢想觀察家 | 蘇有朋、劉燁、趙薇 |

## 眷村品牌
- 福忠字號門市總店：台北市大安區光復南路260巷47號1樓

## 外部連結
- 王偉忠的Facebook專頁
- 王偉忠的新浪微博
- 王偉忠在互联网电影资料库（IMDb）上的資料（英文）
- 王偉忠在香港影庫上的簡介
- 王偉忠在时光网上的簡介（简体中文）
- 王偉忠在豆瓣上的资料（简体中文）
- 王偉忠在台灣電影網上的資料（繁體中文）